# 瓦西里基夫陶瓷公雞

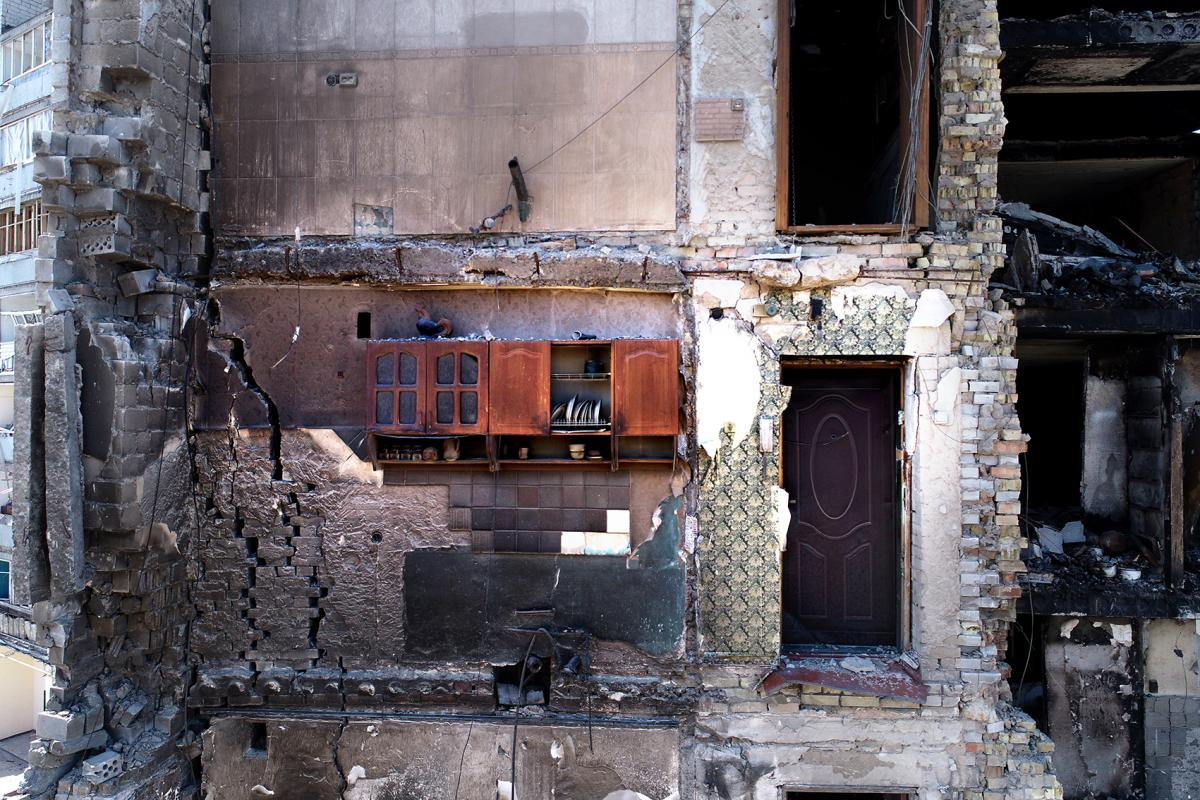
博羅江卡被轟炸至全毀的房屋，其中櫥櫃上的瓦西里基夫陶瓷公雞藝術品完好無損

瓦西里基夫陶瓷公雞（羅馬化：Pivnyk vasylkivskoi maioliky）是烏克蘭瓦西里基夫的錫釉彩陶工廠所生產的藝術品。2022年，在俄羅斯入侵烏克蘭期間，基輔州博羅江卡一棟房屋被轟炸至幾乎全毀，但置於櫥櫃上的瓦西里基夫陶瓷公雞在戰火下毫髮無損，此照片流出後成為迷因而爆紅，陶瓷公雞也因此成為烏克蘭抵抗入侵的象徵。

## 歷史

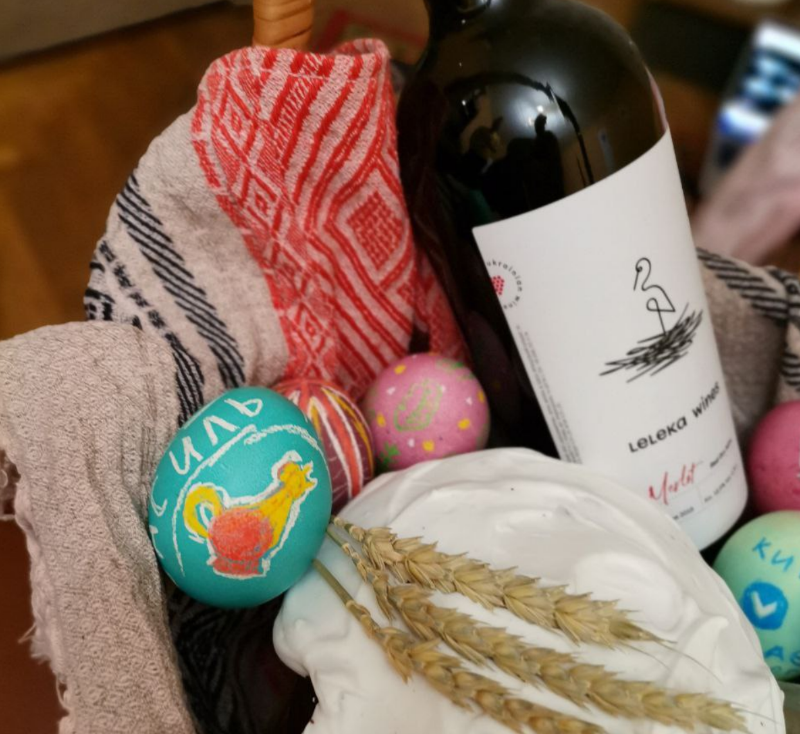
以瓦西里基夫陶瓷公雞為彩繪主題的烏克蘭復活節彩蛋

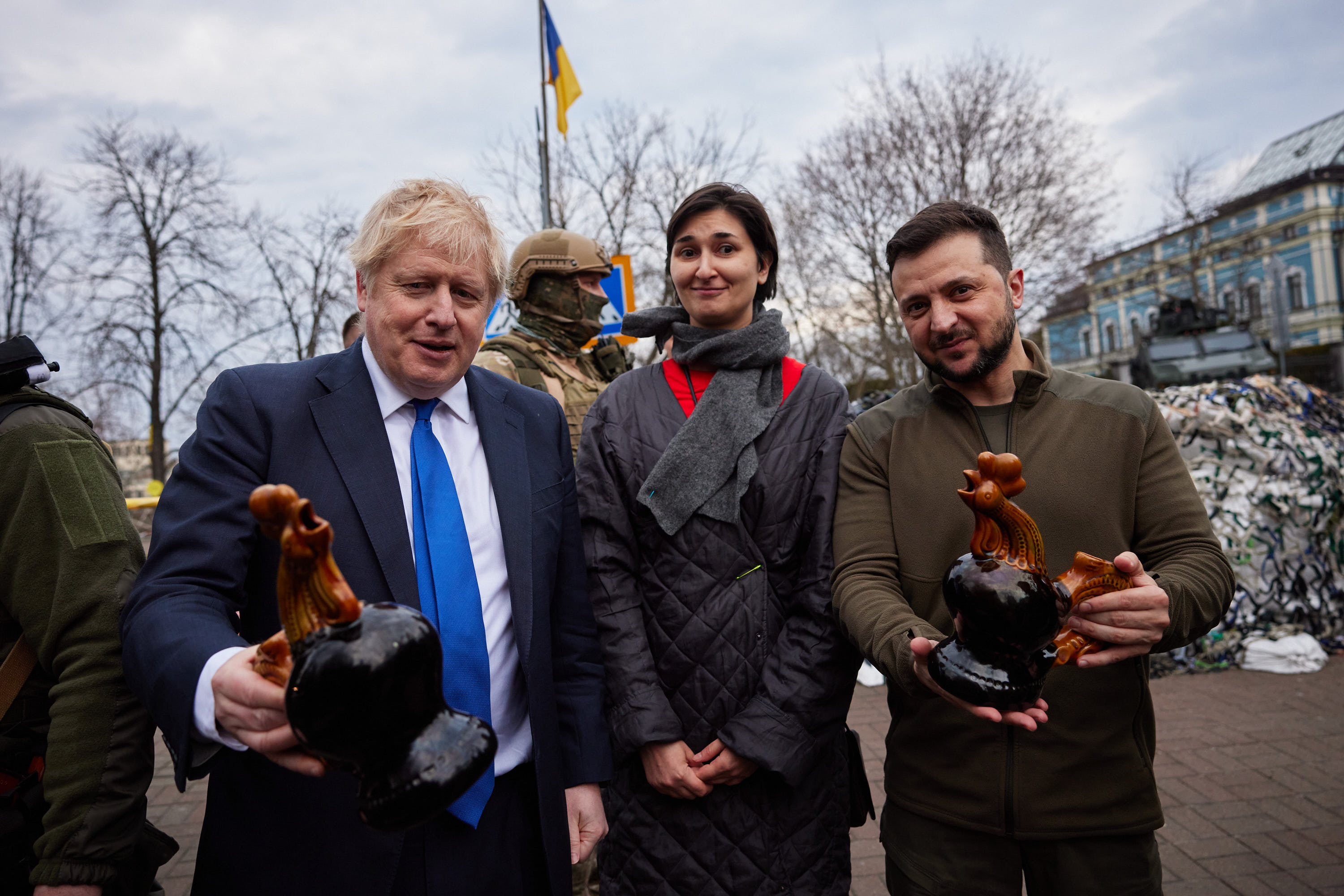
2022年4月9日，英國首相鲍里斯·约翰逊訪問基輔時，與澤倫斯基一起獲贈瓦西里基夫陶瓷公雞的複製品

瓦西里基夫陶瓷公雞為1960－1980年代間由烏克蘭瓦西里基夫的錫釉彩陶工廠生產，其創作者最初被誤指是普羅科普·比達修克（Prokop Bidasiuk），但瓦西里基夫工廠的總藝術家指公雞的創作者應為瓦萊里·普羅托列夫（Valerii Protoriev）與其妻納迪婭。
2022年4月6日，俄軍自基輔州撤退後，烏克蘭攝影記者伊麗莎白·塞爾瓦廷斯卡造訪遭到大規模轟炸的博羅江卡，拍下了公寓的斷垣殘壁中，瓦西里基夫陶瓷公雞在牆壁櫥櫃上方完好無損的照片，在網路上成為「像這個櫥櫃一樣堅強」的迷因而爆紅，也使陶瓷公雞成為烏克蘭抵抗入侵的象徵。許多烏克蘭復活節彩蛋以此陶瓷公雞為彩繪主題。2022年4月9日英國首相鮑里斯·強生訪問基輔時，他與烏克蘭總統澤倫斯基皆獲贈一個瓦西里基夫陶瓷公雞的複製品。
瓦西里基夫陶瓷公雞已與櫥櫃一起被移至基輔的尊嚴革命博物館展出。